# الكسندر شوستر
الكسندر شوستر (بالألمانية: Alexander Schuster)‏ هو متسلق جبال تزلج ‏ ألماني، ولد في 2 أكتوبر 1987 في روزنهايم في ألمانيا.